# Plagiodontia araeum
Plagiodontia araeum är en utdöd gnagare som beskrevs av Ray 1964. Plagiodontia araeum ingår i släktet Plagiodontia och familjen bäverråttor. Inga underarter finns listade i Catalogue of Life.
Arten levde på Hispaniola. Den var större än den dominikanska bäverråttan och hade vita tänder. Troligen dog arten ut efter européernas ankomst i Västindien. Plagiodontia araeum listas inte av IUCN.